# デスカッパ
『デスカッパ』 (英文表記：Death Kappa) は、アメリカ完全出資・日本製作の特撮怪獣映画。アメリカでは2010年春に公開され、DVDと共にヒットした。2010年11月27日、日本国内にてレイトショー公開。

## 概要
『片腕マシンガール』 『東京残酷警察』の流れをくむ、B級映画シリーズの第3弾で、メディア・ブラスターズの子会社フィーバー・ドリームスが出資し、メディア・ブラスターズのレーベルTokyo ShockからDVD化された。
日本特撮映画の特殊メイクアーティストである原口智生を監督に起用し、斬新な流血さを表に出した前2作から『ゴジラ』や『ガメラ』シリーズなどを輩出した日本映画の伝統ともいえる特撮怪獣映画に路線を変え挑んだ意欲作で、1967年（昭和42年）4月22日に公開された日活製作の『大巨獣ガッパ』のオマージュとなった作品。主演には『ウルトラマンメビウス』でコノミ隊員役を演じた平田弥里が務めた。また、後年『シン・ゴジラ』を務める庵野秀明や樋口真嗣が友情出演している。

## 登場怪獣
デスカッパ
尻子玉村で河童様と崇められている。村の守り神である河童地蔵の社が海に落とされたことにより、人前に現れた。性格は温厚で、加奈子や子どもたちと仲良くなる。しかし海彦3人が核爆発を起こしたことで変異巨大化。ハンギョラスと激しい肉弾戦を仕掛け、火炎攻撃をバリアーで押し返しハンギョラスを倒すがこれでは怒りがおさまらず、熱線を吐き散らして東京を火の海にしたが、遅れて巨大化した加奈子の歌「今夜あなたとトゥナイト」によっておとなしくなり、東京湾に向かった。エピローグでは人間大に戻り、六本木のクラブで遊んでいた。
ハンギョラス
海彦3人が核爆発で変異巨大化した怪獣。口から火炎を吐く。尾は自切可能。大都市を襲撃して自衛隊を壊滅させた後、遅れて出現したデスカッパと激突。デスカッパに火炎を吐くが、バリアーで押し返され、自らの火炎で爆死した。
いずれも造形物は着ぐるみと頭部のギニョール。

## 登場兵器
ゴーゴン殺獣光線車
自衛隊が保有する史上最強クラスのレーザー兵器。平時には青森駐屯地に配備されている。外観はメーサー殺獣光線車に似ているが、牽引車は必要とせず、90式戦車の車体の上部にパラボラ型照射部を備えた旋回砲塔を直接装備している。また、光線照射時には付近の隊員は対光線防御用のゴーグルを使用する。ハンギョラスを光線で攻撃するが、火炎攻撃によって破壊された。
通常兵器
ハンギョラス攻撃のために投入された自衛隊の兵器群。90式戦車、74式戦車、M1エイブラムス、M26パーシング、M2ブラッドレー、82式指揮通信車、HMMWV、1/4tトラック、73式小型トラック（新型）、業務トラック、F-104J、UH-1Hなどの実在兵器や、トラックの荷台にミサイルランチャーやパラボラ型レーダー、ポンポン砲らしき兵器などを装備した架空車両が登場したが、ハンギョラスの反撃によって壊滅状態に陥った。また、自衛隊の普通科部隊はAR-15、M4カービン、スコープつきのG3、フォアグリップつきのSG552、MP5などを、ユリコはMP40を使用している。
海彦
国家親衛隊が人間を魚人化した水陸両用魚人兵器。3体登場するほか、捕えたギャルを改造した海彦婦人部隊1号・2号も存在する。

## キャスト
- 河堂加奈子 - 平田弥里
- ユリコ - 深華
- 田中教授 - ダニエル・アギラル[注釈 1]
- 国家親衛隊隊長 - 庵野秀明（友情出演）
- 国家親衛隊隊員 - 北岡龍貴
- 河堂藤子 - 桜井浩子
- 参謀 - 星光子
- 官房長官 - 荒木しげる
- レポーター - 樋口真嗣（友情出演）
- デスカッパ - 横尾和則
- ハンギョラス - 三宅敏夫

## スタッフ
- 原案・監督・特技監督：原口智生
- エグゼクティブ・プロデューサー：ジョン・シラベラ
- 統括プロデューサー：羽山陽子、千葉善紀
- プロデューサー：深津智男、岩下英雅
- 脚本：右田昌万
- 音楽監督：石井雅子
- 撮影：高橋義仁
- 照明：小笠原篤志
- 美術：杉山公秋
- 特撮美術：高橋勲
- 制作担当：小島健太郎
- ライン・プロデューサー：塚田哲也
- 助監督：服部大二
- 特技監督補：中村犬蔵
- 操演：村石義徳
- ガンエフェクト：納富貴久男
- アクション・コーディネーター：木川泰宏
- 装飾：吉田敬太
- 特道具：一色理絵
- 衣裳：袴田知世枝
- ヘアメイク：前田美沙子、宮本真奈美、川原恵美
- 特殊メイク：森田誠
- 怪獣造形：開米敏雄、橋本琢、伊藤成昭
- スチール：岩井猛
- 編集：本田吉孝
- 視覚効果：早川哲司
- 作画：増田英和、吉澤一久
- 合成：上田和彦
- HD編集：岡本光雄
- 音響効果：古谷友二
- 整音：阿波良和
- ポストプロダクション・マネージャー：伊藤克己、竹谷明
- 河童絵画：倉治竜太郎
- メイキング：湯本信一
- 制作主任：馬場三輝
- 劇中歌ミキサー：鈴木正人
- ポスター用スチール：伊藤尚
- スタジオ担当：礒見俊裕、原尚子、小綿照雄
- 企画協力：伊藤英輔、井口昇
- 制作協力 - パラレル
- 制作 - 日活株式会社
- 製作 - フィーバー・ドリームス
- 配給 - インターフィルム

## 主題歌
『今夜あなたとトゥナイト』
作詞・作曲：石井雅子／歌：河堂加奈子（平田弥里）
※DVDの特典映像にPV映像が収録。

## 備考
- 『大巨獣ガッパ』では親子が再会を喜び抱擁するシーンを描くという手法で怪獣親子の情愛を表現しているのに対し、本作に登場するデスカッパは尻子玉村の守り神という設定で人間との情愛を表現している。
- デスカッパとハンギョラスの戦いはなべやかんとアナウンサーによるプロレス中継風の演出がされている。
- デスカッパの熱光線はゴジラの発射音を流用。樋口真嗣演じるアナウンサーがハンギョラスに襲われるシーンは、『ゴジラ』（1954年版）をオマージュしている[1]。
- アメリカで先行公開されたバージョンはエンディングが日本版と異なる。
- 日米両予告編に「キングコングは死んだ。ゴジラは引退した。ガメラ…って誰？」という煽りが挿入される[1]。